# 伊拉加
伊拉加（Ilaga）是印度尼西亚巴布亚省顶峰县的行政中心，2010年统计，伊拉加区（Distrik Ilaga）共有15,287人 。大多数居民属于西部的达尼族。城镇有一座小机场。

## 历史
伊拉加的达尼族与外界联系开始于1950年，当时的传教士使用飞机将他们的联系范围扩展到这一地区。也有报道指出，在欧洲人到来之前，该地区并不是完全与外界隔离。伊拉加地区的部落沿着山谷出行，将他们的猪和农产品等物产与沿海部落的贝壳、盐等产品贸易 。
伊拉加曾是支持自由巴布亚运动的中心。2001年9月28日，400多名自由巴布亚运动分离主义组织成员袭击并占领了伊拉加 。

## 事故
2009年4月17日，一架从穆利亚到伊拉加的米米卡航空514航班撞上Gergaji山，机上11人全数遇难，飞行员的遗体残骸证明事故发生时他正在吸烟。印尼国家运输安全委员会发布报告，认为飞行员缺乏对航线的熟悉，导致飞行员因空间迷失而失去对飞机的控制，最终撞上山体。

## 资料来源
1. ↑  Biro Pusat Statistik, Jakarta, 2011.
2. ↑  .   [2017-02-21]. （原始内容存档于2019-02-22）.
3. ↑  .   [2017-02-21]. （原始内容存档于2020-04-14）.
4. ↑  .   [2017-02-21]. （原始内容存档于2017-11-07）.